# Габниа, Сергей Семёнович
Серге́й Семёнович Га́бниа (родился 30 января 1939, Сухуми, Абхазская АССР) — советский и абхазский актёр театра и кино, актёр Абхазского государственного драматического театра им. С. Я. Чанба (Сухум), заслуженный артист Абхазской АССР.

## Биография
Родился 30 января 1939 в Сухуми (Абхазская АССР). Окончил Тбилисский государственный театральный институт.
С 1968 года — актёр Абхазского государственного драматический театра им. С. Я. Чанба.

## Признания и награды
- Заслуженный артист Абхазской АССР

## Роли в театре
- «Махаз», Ф. Искандер
- «Юлий Цезарь», Шекспир
- «Самоубийца», Н. Эрдман
- «Али — Бей», Д. Чачхалия
- «Берег неба», Т. Гуэрро
- «Жизнь есть сон», П. Кальдерон

## Роли в кино
- 1972 — Жизнь и удивительные приключения Робинзона Крузо — пират
- 1974 — Белый башлык — Гидал
- 1975 — Любовь с первого взгляда — эпизод
- 1977 — Повесть об абхазском парне — отец Нуну
- 1977 — В ночь на новолуние — эпизод
- 1978 — Емельян Пугачёв — казак
- 1979 — Вкус хлеба
- 1980 — Огарёва, 6 — эпизод
- 1987 — Время летать — пассажир из Махачкалы
- 1989 — Созвездие Козлотура — эпизод
- 1992 — Маленький гигант большого секса — эпизод
- 1992 — Колчерукий
- 2004 — Время жестоких — Зелимхан (12-я серия)
- 2007 — Агония страха
- 2009 — Олимпиус Инферно
- 2010 — У каждого своя война — эпизод
- «Чегемские истории»
- «Кьахьба Хаджарат»